# 大理石學院教堂

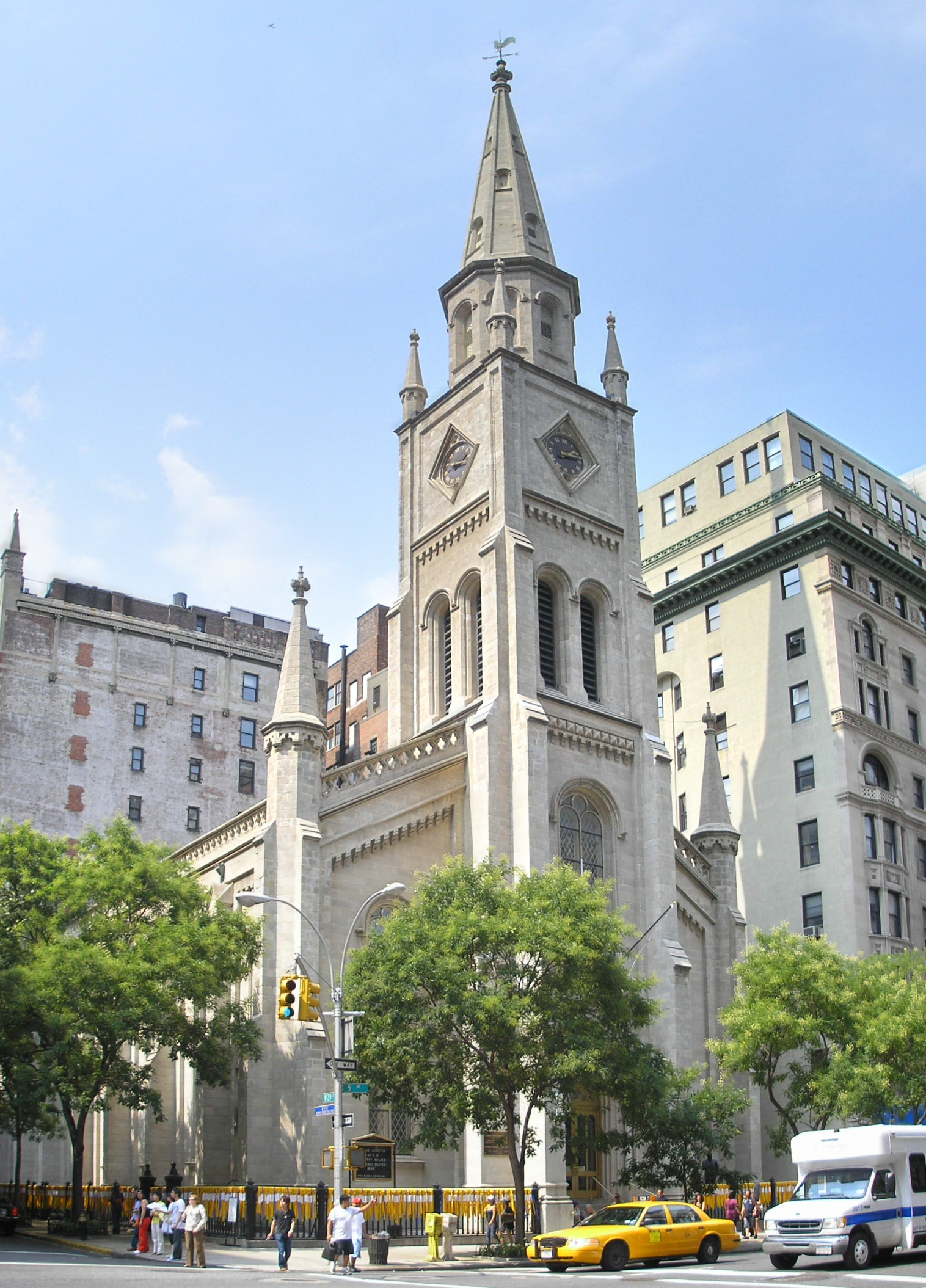

大理石學院教堂（英語：Marble Collegiate Church）創建於1628年，是北美洲現存的新教教堂中歷史最古老的教堂之一。大理石學院教堂位於美國紐約市曼哈頓第五大道和西29街的路口，現在的教堂興建於1851年至1854年。1967年，大理石學院教堂被列入紐約市地標。1980年被列入國家歷史名錄。

## 外部連結
- 官方网站